# Мюллер Ааргауский, Иоганнес
Иоганнес Мюллер Ааргауский (нем. Johannes Müller лат. Argoviensis, также фр. Jean Muller d'Argovie; 9 мая 1828 — 28 января 1896) — швейцарский ботаник и миколог.

## Биография
Иоганнес Мюллер родился в коммуне Тойфенталь 9 мая 1828 года.
Он работал вместе с Огюстеном Пирамом Декандолем (1778—1841) в Женеве. Мюллер Ааргауский занимался изучением тропических лишайников. В 1868 году он стал профессором ботаники. Иоганнес внёс значительный вклад в ботанику, описав множество видов растений.
Иоганнес Мюллер умер в Женеве 28 января 1896 года.

## Научная деятельность
Иоганнес Мюллер специализировался на папоротниковидных, Мохообразных, водорослях, семенных растениях и на микологии.

## Почести
В его честь были названы следующие виды растений: Ranunculus argoviensis W.Koch, Psychotria argoviensis Steyerm. и Typha argoviensis Hausskn. ex Asch. & Graebn..